# (34678) 2001 AB29
2001 AB29 (asteroide 34678) é um asteroide da cintura principal. Possui uma excentricidade de 0.15131680 e uma inclinação de 4.32201º.
Este asteroide foi descoberto no dia 4 de janeiro de 2001 por LINEAR em Socorro.